# 葉曉盈
葉曉盈（1976年—），馬來西亞皇家空軍空軍少校，戰機機師及教官飛行員，亞洲首位MiG-29戰鬥機女飛行員。

## 生平

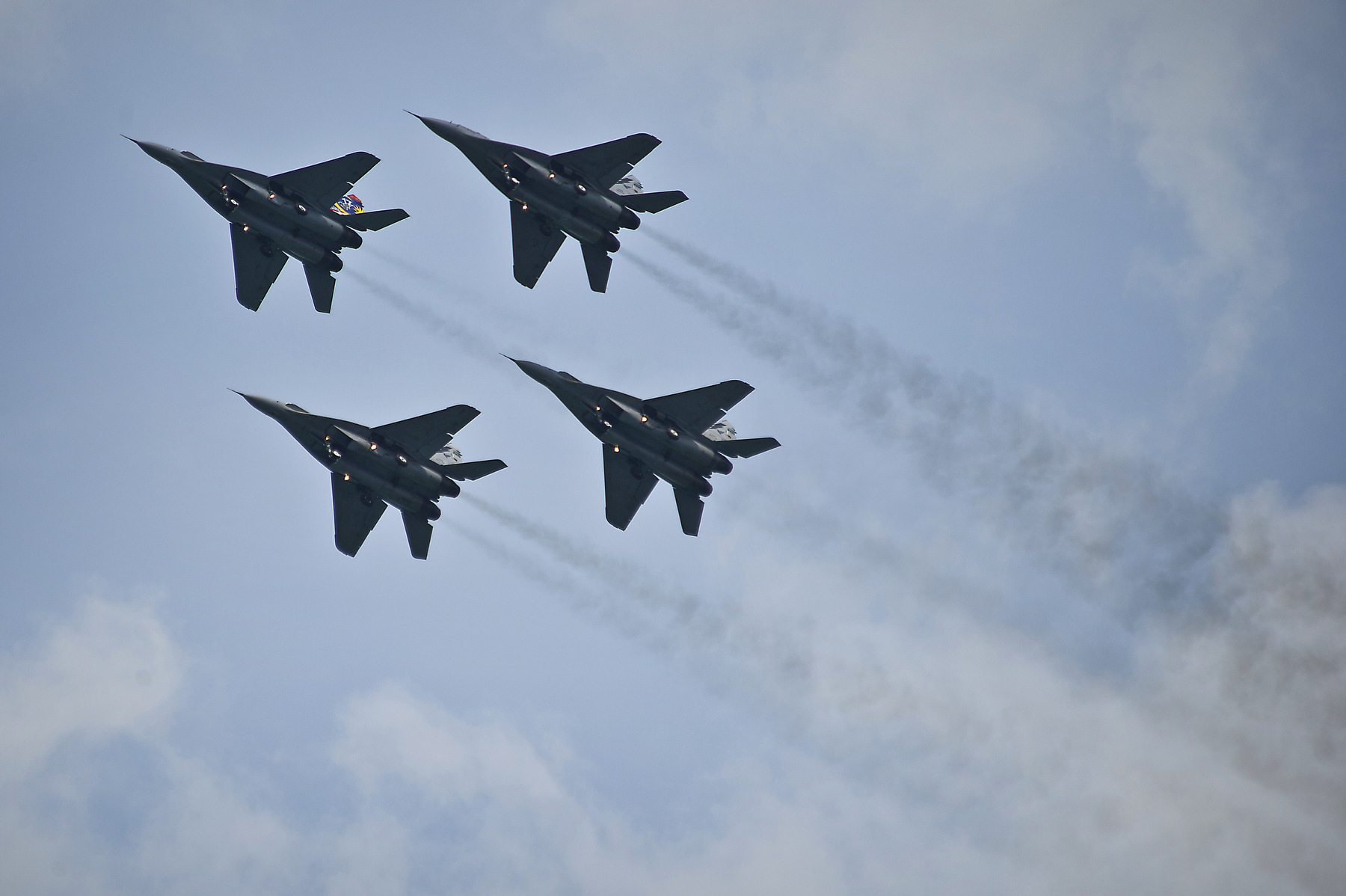
馬來西亞皇家空軍葉曉盈空軍少校參與2012年新加坡航空展的特技飛行表演，當時她是世界唯一一位駕駛MiG-29戰鬥機的女性飛行員

葉曉盈出生於馬來西亞沙巴山打根，受到擔任客機機師的哥哥的影響，對航空領域產生興趣，但被她的父親反對。 高中畢業以後，她在吉隆坡的大學選修法律。1997年第二學期期間，她在沒有獲得父母許可的情況，申請了馬來西亞皇家空軍軍官學校的課程，直到她完成選拔過程的第一階段，才告訴了她的父母，並得到他們的同意。
2000年，葉曉盈由馬來西亞工藝大學畢業，獲得航空工程文憑。2002年完成飛行訓練以後，她選擇成為一名戰鬥機飛行員，並駕駛MB-339教練機飛行四年。 之後，她成為關丹第17/19中隊（Smokey Bandits）的作戰和戰術領導飛行員，駕駛MiG-29N戰鬥機。 她也參加過飛行中隊的特技飛行表演，在2012年新加坡航空展演出。 2014年1月，獲得教練飛行員的資格。
2010年，她與塔雅拉·古瑪·拉維（S. Thayala Kumar Ravi Varman）空軍上尉成婚。